# デフィブロチド
デフィブロチド（Defibrotide）は、豚の腸管粘膜から精製される一本鎖オリゴヌクレオチド混合物である。骨髄移植を受けた患者の肝臓の静脈閉塞性疾患（VOD）の治療に使用される。米国と欧州連合では異なる規制を受けている。肝臓の血管内皮細胞を保護し血液凝固を防ぐ作用があるが、その仕組みは解明されていない。
主な副作用は、異常な血圧低下、下痢、嘔気、嘔吐、鼻血などがある。重篤な潜在的副作用として、出血およびアレルギー反応が確認されている。出血性合併症がある場合や、血液凝固剤など血栓形成機能を低下させる薬の服用中は使用できない。脳、目、肺、消化管、尿路、鼻に生命を脅かす出血を起こす強いリスクがあるため、一般的にこの薬の使用は制限されている。また、患者によっては過敏症反応を示すことがある。
2013年10月に欧州連合で、2016年3月に米国で、2019年6月に日本で、2020年7月に豪州で医療用医薬品として承認された。生命を脅かす希な肝臓疾患である重症肝VODの治療薬として初めてFDAに承認された治療薬である。
点滴により投与される。

## 効能・効果
造血幹細胞移植は特定の血液がんや骨髄がん患者に行われる治療であり、移植の直前に化学療法が行われる。肝VODは化学療法や移植後に発生し得る、肝臓の静脈の一部が閉塞して肝臓の腫れと内部の血流低下を引き起こした状態で、肝臓に損傷を与える可能性がある。最重症型の肝VODでは、腎臓や肺の障害も併発することがある。重症の肝VODを発症する患者は2%未満だが、発症時の死亡率は80%にも達するとされている。
骨髄移植を受けた患者の肝VODの治療に使用されており、米国と欧州連合では異なる規制がある。但し、2016年現在ランダム化比較試験は行われていない。

### 日本
- 肝類洞閉塞症候群（肝中心静脈閉塞症）

### 欧州
成人、青年、小児および生後1カ月以上の乳児に対する造血幹細胞移植療法（HSCT）における洞不全症候群（SOS）としても知られる重度肝静脈閉塞性疾患（VOD）の治療に適応されている。

### 米国
造血幹細胞移植後の腎機能障害または肺機能障害を伴う、類洞閉塞症候群としても知られる肝中心静脈閉塞症の成人および小児患者の治療に適応される。 

## 禁忌
以下の患者には禁忌である。
- 製剤成分に対し過敏症の既往歴のある患者
- 出血している患者
  - 脳出血、肺出血、血胸、胃腸出血、吐血、重度の血尿など
- 以下の血栓溶解剤を投与中の患者
  - ウロキナーゼ
  - 組織プラスミノーゲン活性化因子製剤
    - アルテプラーゼ
    - モンテプラーゼ

抗凝固薬との併用は危険である他、NSAIDのような血小板凝集に影響を与える薬剤との併用は慎重に行う必要がある。安定した血圧の維持が難しい患者には投与してはならない。

## 副作用
重大な副作用として、
- ショック、アナフィラキシー
- 重篤な出血
  - 脳出血（1.7%）、頭蓋内出血（頻度不明）、クモ膜下出血（0.8%）、肺出血（5.8%）、肺胞出血（5.8%）、胃腸出血（4.1%）、血胸（1.7%）など）および血腫（硬膜下血腫、脊髄血腫（0.8%）など
- 低血圧（5.8%）

が挙げられている。
出血のリスクが高く、過敏症反応を示す患者もいる。
一般的な副作用として、血液凝固障害、嘔吐、低血圧、脳、眼、肺、胃腸、尿、カテーテル挿入部での出血などが1-10%の頻度で認められた。
その他の副作用としては、下痢、鼻血、敗血症、移植片対宿主病、肺炎などが報告されている。
妊婦の服用、服用中の妊娠は禁止される。妊婦での試験は行われていないが、通常の投与量ではラットに溶血性流産を引き起こした。

## 作用機序
作用機序はよく分かっていない。in vitro 研究では、化学療法剤であるフルダラビンによる損傷や、血清飢餓のような他の幾つかの障害から、血管内皮を保護することが示されている。また、t-PAの機能を高め、プラスミノーゲン活性化因子阻害因子-1の活性を低下させると思われる。

## 化学的特徴
一本鎖オリゴヌクレオチド混合物である。化学名は、ポリデオキシリボヌクレオチド ナトリウム塩である。豚の腸管粘膜から精製される。

## 臨床試験
前向き臨床試験2本と拡大治験1本の3試験において、造血幹細胞移植（HSCT）後に肝臓または腎臓の異常を伴う肝VODと診断された528名の被験者を対象に有効性が調査され、移植から100日後に生存していた被験者の割合（全生存率）が測定された。3つの試験において、投与を受けた被験者の38-45%が生存していた。症例報告と被験者の容体から、支持療法またはデフィブロチド以外の介入のみであれば生存率は21-31%となったと推定される。

## 承認
2013年10月に欧州で、骨髄移植を受けた患者の肝臓の静脈閉塞性疾患の治療薬として承認された。2004年7月には希少疾病用医薬品に認定されていた。
2016年3月には米国で同様の用途で承認された。FDAは申請に対し、優先審査資格と希少疾病用医薬品指定を付与した。重症肝VODの治療薬として承認された初めての治療薬である。
日本では日本造血細胞移植学会から厚生労働省へ開発・承認の要望書が提出されており、2019年5月に希少疾病用医薬品に指定され、2019年6月に医療用医薬品として承認された。
2020年7月には豪州で医療用医薬品として承認された。

## 参考資料
1. 1 2 3 4  “Defitelio Australian Prescription Medicine Decision Summary”. Therapeutic Goods Administration (TGA) (2020年7月31日). 2020年8月16日閲覧。
2. ↑  “Defibrotide (Defitelio) Use During Pregnancy”. Drugs.com (2020年7月6日). 2020年8月16日閲覧。
3. 1 2 3 4 5 6 7 8 9 10 11  “Defitelio 80 mg/mL concentrate for solution for infusion - Summary of Product Characteristics”.   UK Electronic Medicines Compendium (2016年5月26日). 2017年7月20日閲覧。
4. 1 2 3 4 5 6 7 8 9  “Defitelio- defibrotide sodium injection, solution”. DailyMed (2016年3月30日). 2020年8月16日閲覧。
5. 1 2 3 4 5 6 7 8  “Defitelio EPAR”. European Medicines Agency (EMA). 2020年8月16日閲覧。
6. 1 2 3 4 5 6  "FDA approves first treatment for rare disease in patients who receive stem cell transplant from blood or bone marrow". U.S. Food and Drug Administration (FDA) (Press release). 30 March 2016.  この記述には、アメリカ合衆国内でパブリックドメインとなっている記述を含む。
7. 1 2  “Defitelio Injection”. U.S. Food and Drug Administration (FDA) (2016年5月10日). 2020年8月16日閲覧。
8. 1 2  "Marketing Approval of Defitelio by MHLW for the Treatment of Sinusoidal Obstruction Syndrome / Hepatic Veno-Occlusive Disease" (Press release). Nippon Shinyaku Co., Ltd. 18 June 2019. CMOCROより2020年8月16日閲覧。
9. ↑  “Hepatic Veno-Occlusive Disease after Hematopoietic Stem Cell Transplantation: Risk Factors and Stratification, Prophylaxis, and Treatment”. Biology of Blood and Marrow Transplantation 22 (3):  400–9. (March 2016). doi:10.1016/j.bbmt.2015.09.024. PMID 26431626.
10. 1 2  “デファイテリオ静注200mg 添付文書”. www.info.pmda.go.jp. 2021年12月20日閲覧。
11. 1 2  "Jazz Pharmaceuticals and Nippon Shinyaku Enter Into License Agreements for the Development and Commercialization of Defitelio and Vyxeos in Japan" (Press release). Jazz Pharmaceuticals plc. 30 March 2017. PR Newswireより2020年8月16日閲覧。
12. 1 2  日経メディカル. “肝類洞閉塞症候群治療薬が国内初承認”. 日経メディカル. 2021年12月20日閲覧。

## 関連文献
- “Systematic review of defibrotide studies in the treatment of veno-occlusive disease/sinusoidal obstruction syndrome (VOD/SOS)”. Bone Marrow Transplant. 54 (12):  1951–1962. (December 2019). doi:10.1038/s41409-019-0474-8. PMC 6957462. PMID 30804485.
- “The use of defibrotide in blood and marrow transplantation”. Blood Adv 2 (12):  1495–1509. (June 2018). doi:10.1182/bloodadvances.2017008375. PMC 6020812. PMID 29945939.